# Bosnisch-herzegowinischer Fußball-Cup 2008/09
Der bosnisch-herzegowinische Fußballpokal 2008/09 (in der Landessprache Kup Bosne i Hercegovine) wurde zum 15. Mal ausgespielt. Sieger wurde der FK Slavija Sarajevo, der sich im Finale gegen den FK Sloboda Tuzla durchsetzte. Sloboda unterlag wie im Vorjahr durch Elfmeterschießen.
In der 1. Runde fand nur ein Spiel statt, ab dem Achtelfinale gab es in jeder Runde je ein Hin- und Rückspiel. War ein Elfmeterschießen nötig, geschah dies ohne vorherige Verlängerung. Der Sieger nahm an der 2. Qualifikationsrunde im UEFA Europa League 2009/10 teil.

## Teilnehmende Vereine aus den Landesverbänden
| Föderation Bosnien und Herzegowina (21) | Republika Srpska (11) |
| --- | --- |
| - HNK Branitelj Mostar - NK Čelik Zenica - NK GOŠK Gabela - NK Hajduk Orašje - NK Iskra Bugojno - NK Kiseljak - FK Mladost Doboj Kakanj - NK Odžak 102 - FK Olimpik Sarajevo - HNK Orašje - NK Posušje - FK Radnik Lipnica - FK Sarajevo - NK Široki Brijeg - FK Sloboda Tuzla - HNK Tomislav Tomislavgrad - NK Travnik - FK Velež Mostar - FK Željezničar Sarajevo - HNK Zrinjski Mostar - NK Zvijezda Gradačac | - FK Borac Banja Luka - FK Drina Zvornik - FK Famos Vojkovići - FK Kozara Gradiška - FK Leotar Trebinje - FK Laktaši - FK Mladost Gacko - FK Modriča Maksima - FK Radnik Bijeljina - FK Slavija Sarajevo - FK Sutjeska Foča |

## 1. Runde
Die Spiele fanden am 23. und 24. September 2008 statt.
|                           | Ergebnis        |                         |
| ------------------------- | --------------- | ----------------------- |
| FK Radnik Bijeljina       | 2:0             | NK Hajduk Orašje        |
| HNK Tomislav Tomislavgrad | 1:1 (6:7 i. E.) | FK Drina Zvornik        |
| NK Čelik Zenica           | 2:2 (6:7 i. E.) | FK Slavija Sarajevo     |
| FK Modriča Maksima        | 4:1             | NK Posušje              |
| FK Sloboda Tuzla          | 0:0 (4:1 i. E.) | FK Sarajevo             |
| FK Borac Banja Luka       | 1:2             | HNK Orašje              |
| NK Zvijezda Gradačac      | 1:0             | FK Željezničar Sarajevo |
| FK Velež Mostar           | 2:1             | FK Laktaši              |
| HNK Zrinjski Mostar       | 3:2             | FK Kozara Gradiška      |
| FK Leotar Trebinje        | 1:1 (3:5 i. E.) | FK Radnik Lipnica       |
| NK Travnik                | 1:1 (6:5 i. E.) | HNK Branitelj Mostar    |
| NK Široki Brijeg          | 9:0             | NK Odžak 102            |
| FK Olimpik Sarajevo       | 1:0             | NK Iskra Bugojno        |
| FK Mladost Gacko          | 0:0 (3:4 i. E.) | NK GOŠK Gabela          |
| FK Famos Vojkovići        | 2:0             | NK Kiseljak             |
| FK Sutjeska Foča          | 2:0             | FK Mladost Doboj Kakanj |

## Achtelfinale
Die Hinspiele fanden am 30. September, 1. und 8. Oktober 2008 statt, die Rückspiele am 8. und 14. Oktober 2008.
|                      | Gesamt    |                     | Hinspiel | Rückspiel |
| -------------------- | --------- | ------------------- | -------- | --------- |
| FK Sutjeska Foča     | 1:3       | HNK Zrinjski Mostar | 0:1      | 1:2       |
| NK Široki Brijeg     | 3:2       | FK Modriča Maksima  | 3:0      | 2:0       |
| NK Travnik           | 1:4       | FK Slavija Sarajevo | 0:1      | 1:3       |
| NK Zvijezda Gradačac | (a)4:4(a) | FK Velež Mostar     | 4:1      | 0:3       |
| FK Radnik Lipnica    | 4:6       | HNK Orašje          | 4:4      | 0:2       |
| FK Drina Zvornik     | 0:1       | FK Radnik Bijeljina | 0:0      | 0:0       |
| NK GOŠK Gabela       | 2:3       | FK Olimpik Sarajevo | 2:1      | 0:2       |
| FK Sloboda Tuzla     | 5:2       | FK Famos Vojkovići  | 3:1      | 2:1       |

## Viertelfinale
Die Hinspiele fanden am 29. Oktober 2008 statt, die Rückspiele am 12. November 2008.
|                     | Gesamt |                     | Hinspiel | Rückspiel |
| ------------------- | ------ | ------------------- | -------- | --------- |
| FK Velež Mostar     | 3:4    | NK Široki Brijeg    | 1:4      | 2:0       |
| FK Sloboda Tuzla    | 2:0    | HNK Orašje          | 2:0      | 0:0       |
| FK Slavija Sarajevo | 4:2    | FK Olimpik Sarajevo | 1:1      | 3:1       |
| FK Radnik Bijeljina | 1:3    | HNK Zrinjski Mostar | 1:1      | 0:2       |

## Halbfinale
Die Hinspiele fanden am 25. März 2009 statt, die Rückspiele am 15. April 2009.
|                     | Gesamt    |                     | Hinspiel | Rückspiel |
| ------------------- | --------- | ------------------- | -------- | --------- |
| HNK Zrinjski Mostar | (a)4:4(a) | FK Slavija Sarajevo | 4:2      | 0:2       |
| NK Široki Brijeg    | (a)2:2(a) | FK Sloboda Tuzla    | 2:1      | 0:1       |

## Finale

### Hinspiel
| Paarung             | FK Sloboda Tuzla – FK Slavija Sarajevo |
| Ergebnis            | 2:0 (0:0) |
| Datum               | 14. Mai 2008 um 20:15 Uhr |
| Stadion             | Stadion Tušanj, Tuzla |
| Zuschauer           | 2.000 |
| Schiedsrichter      | Novo Pankić |
| Tore                | 1:0 Nikola Mikelini (50.) 2:0 Ilija Prodanović (79.) |
| FK Sloboda Tuzla    | Denis Mujkić – Ognjen Krasić, Elmir Kuduzović, Ilija Prodanović, Nikola Mikelini – Tarik Okanović, Muhamed Omić (46. Damir Tosunović), Muhamed Mujić (64. Emir Kasapović), Adnan Jahić (84. Muamer Zoletić) – Šerif Hasić, Mirza Mešić Cheftrainer: Sakib Malkočević |
| FK Slavija Sarajevo | Mladen Lučić – Bojan Regoje, Vlastimir Jovanović, Ivan Ćirka, Sretko Vuksanović – Darko Spalević, Branislav Arsenijević, Vučina Šćepanović, Saša Zimonjić (67. Cristian Muscalu) – Levan Kutalia, Ivan Stanković Cheftrainer: Zoran Erbez                            |
| Gelbe Karten        | Tarik Okanović, Nikola Mikelini, Ognjen Krasić – Levan Kutalia |
| Platzverweise       | Mirza Mešić – keine |

### Rückspiel
| Paarung             | FK Slavija Sarajevo – FK Sloboda Tuzla |
| Ergebnis            | 2:0 (0:0) |
| Datum               | 28. Mai 2009 um 17:00 Uhr |
| Stadion             | SRC Slavija, Sarajevo |
| Zuschauer           | 3.000 |
| Schiedsrichter      | Rusmir Mrković |
| Tore                | 1:0 Ognjen Todorović (72.) 2:0 Darko Spalević (89.) Elfmeterschießen: 1:0 Darko Spalević 1:1 Tarik Okanović 2:1 Saša Zimonjić 2:2 Muamer Zoletić 3:2 Levan Kutalia Damir Tosunović (daneben) Ivan Stanković (drüber) 3:3 Elmir Kuduzović 4:3 Branislav Arsenijević Ilija Prodanović (gehalten) |
| FK Slavija Sarajevo | Mladen Lučić – Bojan Regoje (37. Vukašin Benović), Goran Simić, Darko Spalević, Branislav Arsenijević – Nemanja Šešlija (85. Saša Zimonjić), Sretko Vuksanović, Levan Kutalia, Ivan Stanković – Cristian Muscalu (27. Ognjen Todorović), Ivan Ćirka Cheftrainer: Zoran Erbez                   |
| FK Sloboda Tuzla    | Denis Mujkić – Ognjen Krasić (85. Muamer Zoletić), Elmir Kuduzović, Nikola Mikelini, Ilija Prodanović – Adnan Jahić, Šerif Hasić, Tarik Okanović, Muhamed Mujić (56. Muhamed Omić) – Mirza Mešić (73. Damir Tosunović), Almir Bekić Cheftrainer: Sakib Malkočević                              |
| Gelbe Karten        | Bojan Regoje, Darko Spalević, Nemanja Šešlija, Levan Kutalia, Ivan Stanković – Ilija Prodanović, Šerif Hasić, Damir Tosunović |
| Platzverweise       | Sretko Vuksanović (72.) – Adnan Jahić (55.) |